# Microcirugía

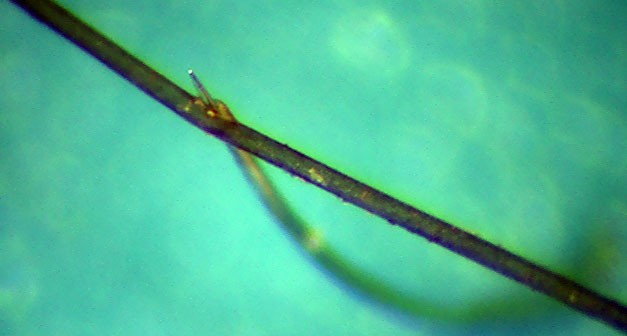
Una aguja microquirúrgica atravesando un pelo humano.

Microcirugía es un término genérico que hace referencia a aquella cirugía que precisa de un microscopio quirúrgico. Los desarrollos más en este sentido han sido los procedimientos desarrollados para permitir la anastomosis de vasos sanguíneos cada vez más pequeños y también de nervios (típicamente con un diámetro de 1 mm) lo que ha permitido trasplantar tejido de una parte del cuerpo a otra parte del cuerpo y adherir elementos que habían sido cercenados. Las técnicas microquirúrgicas son utilizadas en la actualidad por diversas especialidades, tales como: cirugía general, oftalmología, cirugía ortopédica, cirugía ginecológica, otorrinolaringología, neurocirugía, cirugía oral y maxilofacial, cirugía plástica, y cirugía pediátrica.

## Transferencia de tejido libre
La transferencia de tejido libre es un procedimiento de cirugía reconstructiva que utiliza microcirugía. Una región de tejido "donante" es elegida que puede ser aislada y que posee una arteria o vena que la alimenta; este tejido por lo general es un compuesto de varios tipos de tejido (o sea, piel, músculo, grasa, hueso). Entre las regiones donantes que son utilizadas se encuentran el músculo recto abdominal, el músculo dorsal ancho, hueso peroné, hueso radial del antebrazo y piel, y piel lateral del brazo. El tejido compuesto es transferido (desplazado como un colgajo de tejido libre) a la región del paciente que necesita ser reconstruida (por ejemplo a causa de una ablación de mandíbula para tratar un cáncer oral, de un seno luego de una ablación de tejido canceroso, pérdida de tejido por un traumatismo, o ausencia congénita de tejido). Los vasos sanguíneos que alimentan el colgajo libre son anastomosados con microcirugía para conectarse con los vasos (arteria y vena) del sitio que se reconstruye. El procedimiento fue realizado inicialmente a principios de la década de 1970 y se ha convertido en una operación popular de una sola etapa para la mayoría de los usos en cirugías de reconstrucción.